# Проблема множественной общности
Проблема множественной общности — проблема описания традиционной логикой некоторых интуитивно понятных, общезначимых умозаключений.
Например, интуитивно ясно, что если:
Одного кота боятся все мыши
то, из этого, логически следует, что:
Все мыши боятся как минимум одного кота
Синтаксис традиционной логики допускает ровно четыре типа предложений: «Все As являются Bs», «Ни одно As не является Bs», «Некоторые As являются Bs» и «Некоторые As не являются Bs».
Каждый тип представляет собой утверждение с одним единственным квантором. Поскольку все приведенные выше предложения содержат по два квантора («некоторые» и «каждый» в первом предложении и «все» и «хотя бы один» во втором), они не могут быть адекватно представлены в форме силлогизма традиционной логики.
Лучшее, что может сделать традиционная логика — включить второй квантор из каждого предложения во второй термин, в результате чего получаются искусственно звучащие термины «боится-каждая-мышь» и «боится-по-крайней мере-одного-кота». Это, по сути, скрывает кванторы, которые необходимы для обоснованности вывода, внутри терминов, написанных через дефис. Таким образом, предложение «Какого-то кота боится каждая мышь» получает ту же логическую форму, что и предложение «Какой-то кот голоден» и получает форму:
Некоторые As являются Bs
Все Cs являются Ds
что явно не соответствует действительности.
Первым логическим исчислением, способным работать с такими умозаключениями, было «Исчисление понятий» (Begriffsschrift) Готтлоба Фреге (1879 г.). Это исчисление предвосхитило современную логику первого порядка, в которой квантификаторы рассматривались с помощью связывания переменных. Фреге сдержанно относился к тому, что его логика была более выразительной, чем существующие логические исчисления, однако, многие учёные, занимающиеся логикой Фреге, считают именно «Исчисление понятий» одним из его важнейших достижений.
Используя современное исчисление предикатов, можно быстро обнаружить, что следующее утверждение является неоднозначным:
Какого-то кота боится каждая мышь
может означать, что «каждая мышь боится какого-то кота». То есть
Для каждой мыши «m» существует кот «c», такой, что «m» боится «c»,
{\displaystyle \forall m\,(\,{\text{Мышь}}(m)\rightarrow \exists c\,({\text{Кот}}(c)\land {\text{Боится}}(m,c))\,)}
в этом случае тривиально.
Но то же самое предложение может означать, что существует какой-то кот, «которого боятся все мыши»:
Существует кот «c», такой, что для каждой мыши «m», «m» боится «c».
{\displaystyle \exists c\,(\,{\text{Кот}}(c)\land \forall m\,({\text{Мышь}}(m)\rightarrow {\text{Боится}}(m,c))\,)}
Этот пример наглядно демонстрирует важность уточнения области применения кванторов существования и всеобщности.